# Friedrich Paul Heller
Friedrich Paul Heller, eigentlich Dieter Maier, ist ein deutscher Publizist, der mehrere Bücher zur Colonia Dignidad, zu Okkultismus und Esoterik sowie deren Scharnierfunktion zur extremen Rechten veröffentlicht hat. Seine Veröffentlichung zur Colonia Dignidad auf den Webseiten des Informationsdienstes gegen Rechtsextremismus führte 2001 zu einer Anfrage von Ulla Jelpke und der Fraktion der PDS im Deutschen Bundestag an die Bundesregierung.
2016 lüftete Maier sein Pseudonym im Vorwort seines dritten Buches über die Colonia Dignidad.

## Werke
- Colonia Dignidad. Von der Psychosekte zum Folterlager. Schmetterling, Stuttgart 1993.
- mit Anton Maegerle: Thule. Vom völkischen Okkultismus bis zur neuen Rechten. Stuttgart 1995, 3. Auflage 1998.
- mit Anton Maegerle: Die Sprache des Hasses: Rechtsextremismus und völkische Esoterik: Jan van Helsing und Horst Mahler. Stuttgart 2001.
- Lederhosen, Dutt und Giftgas. Die Hintergründe der Colonia Dignidad. Stuttgart 2006, 4. erweiterte Auflage 2011.
- Pinochet. Eine Täterbiografie in Chile. Stuttgart 2012.
- Colonia Dignidad. Auf den Spuren eines deutschen Verbrechens in Chile. Schmetterling, Stuttgart 2016.